# Kaiserturm (Lautertal)
Der Kaiserturm ist ein 34 m hoher Aussichtsturm auf der 605 m ü. NHN hohen Neunkircher Höhe, dem höchsten Berg im hessischen Teil des Odenwalds. Er steht nahe Lautertal im Landkreis Bergstraße.
Im Turm befindet sich „die höchste Wirtschaft“ des Odenwaldes; nur zu deren Öffnungszeiten am Wochenende kann der Turm gegen geringe Gebühr bestiegen werden.

## Geographische Lage
Der Kaiserturm steht im Naturpark Bergstraße-Odenwald auf dem Gipfel der Neunkircher Höhe auf der Gemarkung des 2 km westlich gelegenen Gadernheim, einem Ortsteil von Lautertal. Nahe liegen der Modautaler Ortsteil Neunkirchen im Nordnordosten sowie die Lindenfelser Stadtteile Winterkasten im Südsüdosten und Kolmbach im Südwesten.
Von Gadernheim und Neunkirchen führen fast durchgehend befestigte Wirtschaftswege bis zum Turm, die für den öffentlichen Verkehr gesperrt sind. Außerdem gibt es weitere Wirtschafts- und Wanderwege, die von den umliegenden Ortschaften und Wandererparkplätzen auf den Berg und zum Turm führen (siehe hierzu auch Abschnitt Wandern des Artikels Neunkircher Höhe).

## Geschichte

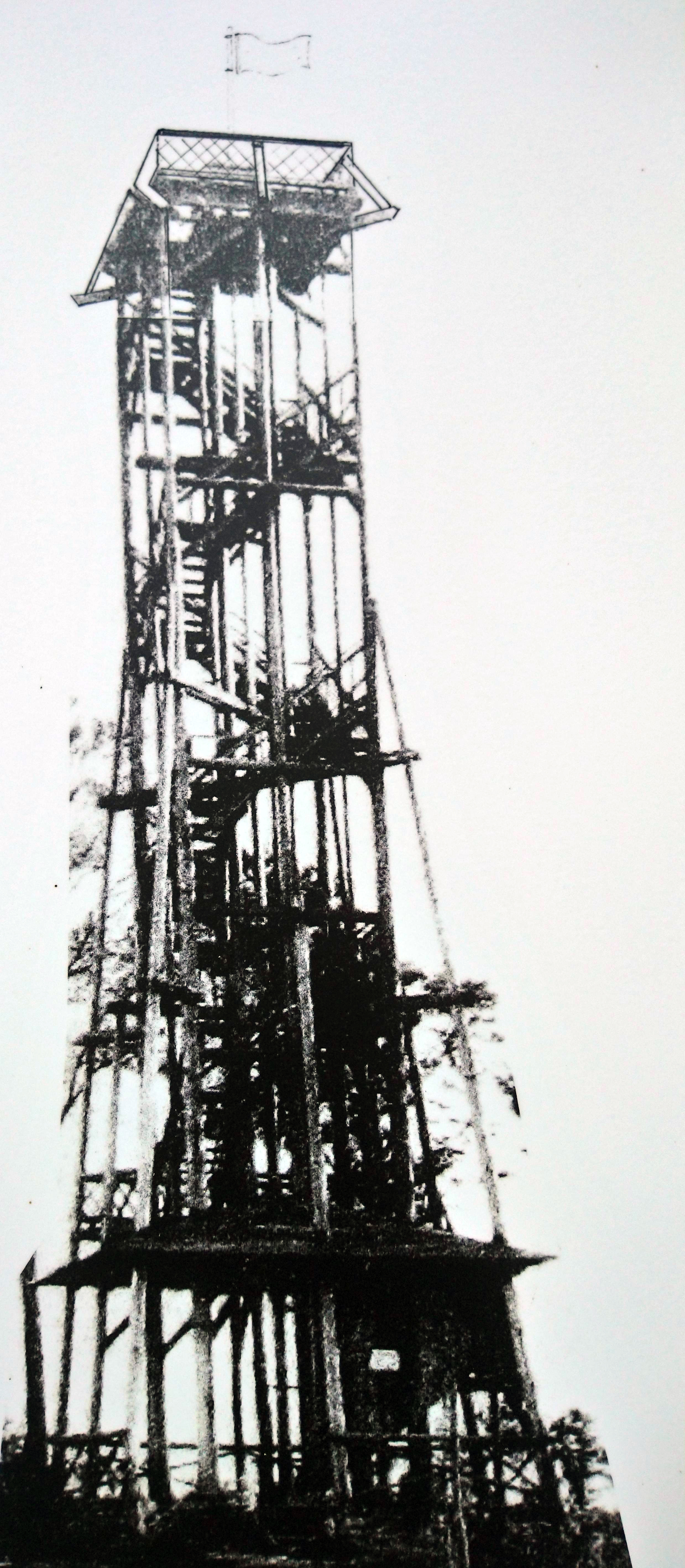
Der 1888 errichtete Holzturm

Im Dreikaiserjahr 1888 ließ die Ortsgruppe Darmstadt des Odenwaldklubs auf der Neunkircher Höhe durch Adam Fleischman aus Seidenbuch einen 24 m hohen Holzturm als Aussichtsturm erbauen, der damals 2.620 Mark kostete, jedoch am 11. Februar 1904 in einer heftigen Sturmnacht einstürzte. Er wurde zur Erinnerung an Kaiser Wilhelm I. Kaiserturm genannt.
Nachfolgebau ist der heutige Kaiserturm, der 1906–1907 unter der Leitung von Maurermeister Adam Arras aus Gadernheim errichtet wurde. Die Baukosten beliefen sich auf 30.000 Mark. Der Entwurf für den Turm stammte von den Darmstädter Architekten Ernst Hacker und Wilhelm Jaide, er war aus einem 1905 durchgeführten Architektenwettbewerb hervorgegangen. Die Initiatoren nahmen das 25-jährige Bestehen der Ortsgruppe Darmstadt des Odenwaldklubs zum Anlass, den Turm am 7. Juli 1907 mit einer Einweihungsfeier förmlich an die Bevölkerung zu übergeben.
1970 errichtete die Polizei eine Antennenanlage auf dem Dach, durch die jedoch später Risse im Turm entstanden, die Regenwasser eindringen ließen und im Innern Fäulnisprozesse in Gang setzten. Ab 1982 wurde der Turm aufwändig mit finanzieller Unterstützung durch die Kreise Darmstadt-Dieburg und Bergstraße sowie die Stadt Darmstadt saniert und am 31. Oktober 1986 wiedereröffnet.
Anfang 2024 mussten Turm und Gaststätte auf unbestimmte Zeit geschlossen werden.

## Beschreibung
Der denkmalgeschützte Kaiserturm ist ein aus Granitquadern gemauerter fünfgeschossiger Turm, der im Kern einen quadratischen Grundriss mit einer Kantenlänge von 6,5 m hat. Im unteren Teil ist er an der Nordseite durch einen mit einem Pultdach versehenen Vorbau, an der West- und Südseite durch einen L-förmigen Treppenbau erweitert, der ab etwa Handlaufhöhe als Holzkonstruktion ausgeführt ist, und dessen Überdachung genau der Steigung der Treppe mit ihren Absätzen folgt. Oberhalb der Fenster des fünften Geschosses verjüngt sich der Turm leicht und ist bis zur Plattform mit einer dachförmigen Kupferverkleidung versehen. An der Westseite beginnt ab etwa 18 m Höhe ein quadratischer, leicht aus dem Turmkörper herausragender Treppenturm mit Wendeltreppe und steilem Zeltdach. An der Nordostecke des Turms befindet sich neben dem Vorbau ein aus Holz gefertigter Anbau, der vermutlich erst später ergänzt wurde.
Das verschlossene Erdgeschoss nimmt die Fläche des Turms mitsamt dem Vorbau ein und ist durch eine Holztür unter dem Treppenaufgang zugänglich. Im ersten Obergeschoss befindet sich eine kleine Gaststätte, die nach 14 Treppenstufen erreichbar ist. Nach weiteren 19 Stufen gelangt man zur eigentlichen Eingangstür am Turm, die südseitig auf etwa 6 m Turmhöhe liegt. Im Innern führt eine rechtsläufige Metalltreppe entlang der Wände und über zwei weitere Ebenen zum fünften Obergeschoss. Von hier folgt eine Metallwendeltreppe zur etwa 27,5 m hoch liegenden Aussichtsplattform, dem höchsten Punkt bei Lautertal; hinauf führen insgesamt 146 Stufen. Die Brüstung besteht aus vier, teils mit Orientierungstafeln versehenen Eckpfosten und dazwischen montierten Metallgeländern. Am Treppenturm ist oberhalb der Plattform ein Antennenmast angebracht.
Von der Aussichtsplattform des Turms kann man sehr weit über den Odenwald bis hin zum Katzenbuckel blicken, und bei guten Sichtbedingungen über das Hessische Ried hinaus bis in die Pfalz und über Frankfurt am Main hinweg bis in den Taunus.